# AFI's 100 Years...100 Cheers
Parte a seriei AFI 100 de ani, AFI 100 Cheers este o listă cu cele mai stimulante 100 de filme din cinematografia americană. Lista a fost prezentată de către Institutul American de Film la 14 iunie 2006 într-o emisiune specială CBS de trei ore.
Un juriu format din peste 1500 de persoane importante din domeniul cinematografiei a ales dintr-o listă de cca. 300 de filme începând cu 16 noiembrie 2005.

## Lista

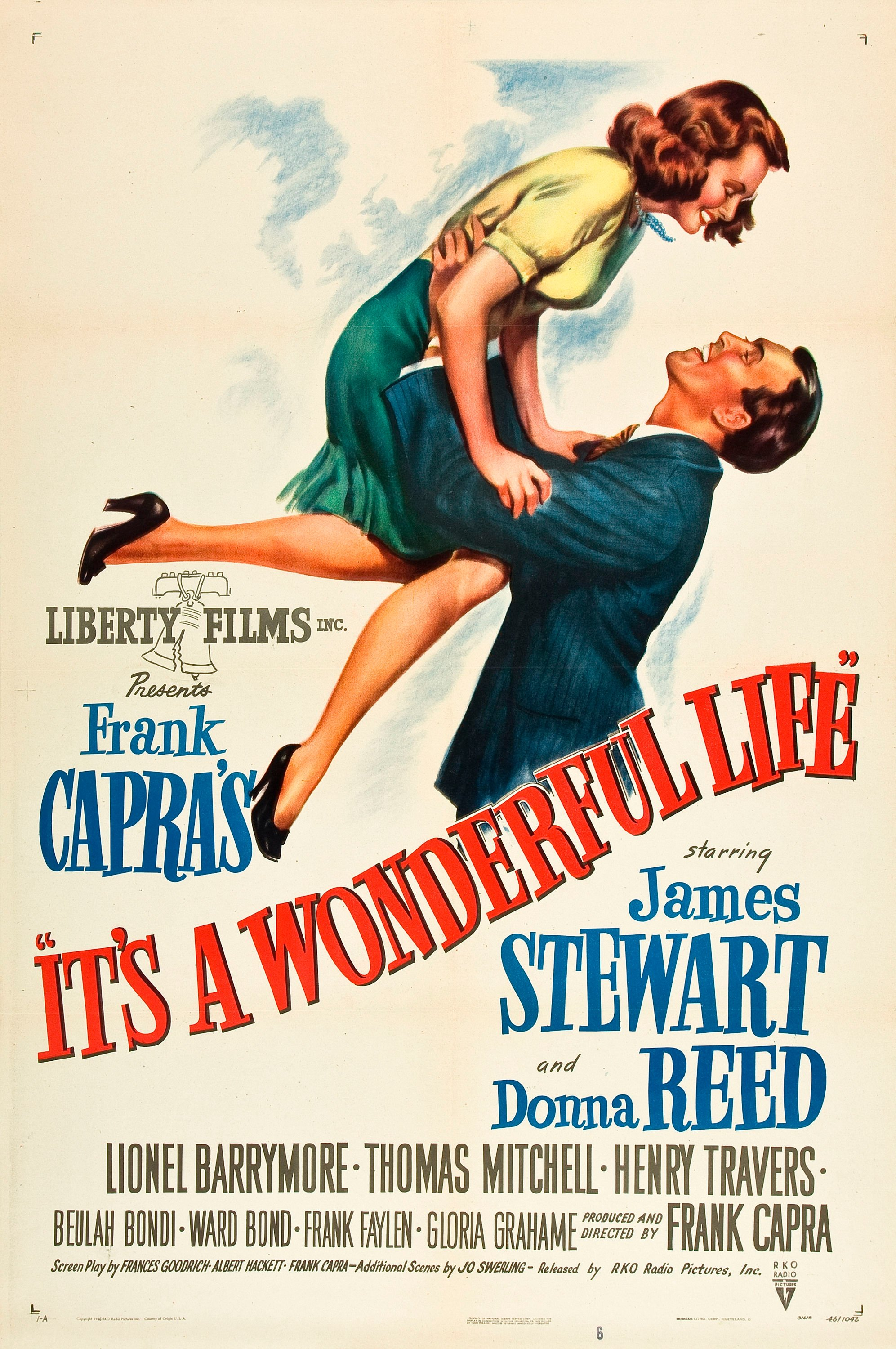
It's a Wonderful Life (1946)

| #   | Movies                             | Year |
| --- | ---------------------------------- | ---- |
| 1   | It's a Wonderful Life              | 1946 |
| 2   | To Kill a Mockingbird              | 1962 |
| 3   | Schindler's List                   | 1993 |
| 4   | Rocky                              | 1976 |
| 5   | Mr. Smith Goes to Washington       | 1939 |
| 6   | E.T. the Extra-Terrestrial         | 1982 |
| 7   | The Grapes of Wrath                | 1940 |
| 8   | Breaking Away                      | 1979 |
| 9   | Miracle on 34th Street             | 1947 |
| 10  | Saving Private Ryan                | 1998 |
| 11  | The Best Years of Our Lives        | 1946 |
| 12  | Apollo 13                          | 1995 |
| 13  | Hoosiers                           | 1986 |
| 14  | The Bridge on the River Kwai       | 1957 |
| 15  | The Miracle Worker                 | 1962 |
| 16  | Norma Rae                          | 1979 |
| 17  | One Flew Over the Cuckoo's Nest    | 1975 |
| 18  | The Diary of Anne Frank            | 1959 |
| 19  | The Right Stuff                    | 1983 |
| 20  | Philadelphia                       | 1993 |
| 21  | In the Heat of the Night           | 1967 |
| 22  | The Pride of the Yankees           | 1942 |
| 23  | The Shawshank Redemption           | 1994 |
| 24  | National Velvet                    | 1944 |
| 25  | Sullivan's Travels                 | 1941 |
| 26  | The Wizard of Oz                   | 1939 |
| 27  | High Noon                          | 1952 |
| 28  | Field of Dreams                    | 1989 |
| 29  | Gandhi                             | 1982 |
| 30  | Lawrence of Arabia                 | 1962 |
| 31  | Glory                              | 1989 |
| 32  | Casablanca                         | 1942 |
| 33  | City Lights                        | 1931 |
| 34  | All the President's Men            | 1976 |
| 35  | Guess Who's Coming to Dinner       | 1967 |
| 36  | On the Waterfront                  | 1954 |
| 37  | Forrest Gump                       | 1994 |
| 38  | Pinocchio                          | 1940 |
| 39  | Star Wars                          | 1977 |
| 40  | Mrs. Miniver                       | 1942 |
| 41  | The Sound of Music                 | 1965 |
| 42  | 12 Angry Men                       | 1957 |
| 43  | Gone with the Wind                 | 1939 |
| 44  | Spartacus                          | 1960 |
| 45  | On Golden Pond                     | 1981 |
| 46  | Crinii câmpului                    | 1963 |
| 47  | 2001: A Space Odyssey              | 1968 |
| 48  | The African Queen                  | 1951 |
| 49  | Meet John Doe                      | 1941 |
| 50  | Seabiscuit                         | 2003 |
| 51  | The Color Purple                   | 1985 |
| 52  | Dead Poets Society                 | 1989 |
| 53  | Shane                              | 1953 |
| 54  | Rudy                               | 1993 |
| 55  | The Defiant Ones                   | 1958 |
| 56  | Ben-Hur                            | 1959 |
| 57  | Sergeant York                      | 1941 |
| 58  | Close Encounters of the Third Kind | 1977 |
| 59  | Dances with Wolves                 | 1990 |
| 60  | The Killing Fields                 | 1984 |
| 61  | Sounder                            | 1972 |
| 62  | Braveheart                         | 1995 |
| 63  | Rain Man                           | 1988 |
| 64  | The Black Stallion                 | 1979 |
| 65  | A Raisin in the Sun                | 1961 |
| 66  | Silkwood                           | 1983 |
| 67  | The Day the Earth Stood Still      | 1951 |
| 68  | An Officer and a Gentleman         | 1982 |
| 69  | The Spirit of St. Louis            | 1957 |
| 70  | Coal Miner's Daughter              | 1980 |
| 71  | Cool Hand Luke                     | 1967 |
| 72  | Dark Victory                       | 1939 |
| 73  | Erin Brockovich                    | 2000 |
| 74  | Gunga Din                          | 1939 |
| 75  | The Verdict                        | 1982 |
| 76  | Birdman of Alcatraz                | 1962 |
| 77  | Driving Miss Daisy                 | 1989 |
| 78  | Thelma & Louise                    | 1991 |
| 79  | The Ten Commandments               | 1956 |
| 80  | Babe                               | 1995 |
| 81  | Boys Town                          | 1938 |
| 82  | Fiddler on the Roof                | 1971 |
| 83  | Mr. Deeds Goes to Town             | 1936 |
| 84  | Serpico                            | 1973 |
| 85  | What's Love Got to Do with It      | 1993 |
| 86  | Stand and Deliver                  | 1988 |
| 87  | Working Girl                       | 1988 |
| 88  | Yankee Doodle Dandy                | 1942 |
| 89  | Harold and Maude                   | 1971 |
| 90  | Hotel Rwanda                       | 2004 |
| 91  | The Paper Chase                    | 1973 |
| 92  | Fame                               | 1980 |
| 93  | A Beautiful Mind                   | 2001 |
| 94  | Captains Courageous                | 1937 |
| 95  | Places in the Heart                | 1984 |
| 96  | Searching for Bobby Fischer        | 1993 |
| 97  | Madame Curie                       | 1943 |
| 98  | The Karate Kid                     | 1984 |
| 99  | Ray                                | 2004 |
| 100 | Chariots of Fire                   | 1981 |

## Criterii
Film artistic de lung metraj, formă narativă, peste 60 de minute ca durată. 
Film american: în limba engleză, având elemente semnificative de creație și (sau) de producție din SUA 
Să fie aducătoare de speranță: filme care inspiră cu personaje vizionare și convingătoare care se confruntă cu o puternică adversitate și care, de multe ori, fac un sacrificiu personal pentru un bine mai mare. Chiar dacă aceste filme au happy-end sau nu, ele sunt în cele din urmă triumfătoare-atât că insuflă publicului speranță dar le și dezvălui adevăratul spirit al potențialului uman.
Moștenire: Filme care trezesc sentimente semnificative de încredere și "speranță" și după un secol de cinematografie americană.